# 영주여자중학교
영주여자중학교(榮州女子中學校)는 대한민국 경상북도 영주시 가흥동에 있는 공립 중학교로, 1951년 11월 29일에 설립인가된 이후 이듬해 1952년 1월 10일에 개교되었다.

## 학교 연혁
- 1951년 11월 29일 : 영주여자중학교 설립(6학급)
- 1952년 1월 10일 : 영주여자중학교 개교
- 1954년 6월 16일 : 영주여자고등학교 개교로 병설 운영
- 1982년 3월 1일 : 영주여자고등학교와 분리 이전
- 1994년 11월 15일 : 다목적 교실 준공(1층 무용실, 2층 미술실, 3층 도서관)
- 2009년 12월 17일 : 경상북도 교과 교실제(B2형) 자율학교 지정(2010.3 ~ 2013.2)
- 2010년 2월 26일 : B2형 교과교실 3실 준공
- 2020년 3월 1일 : 제32대 김형섭 교장 취임
- 2023년 1월 5일 : 제72회 졸업식(124명, 총 18,833명 졸업)
- 2023년 3월 2일 : 입학식(128명 입학)

## 참고 자료
- 영주여자중학교 - 한국교육학술정보원 학교알리미